# 海嘯 (單曲)
《海嘯》（TSUNAMI）是日本樂團南方之星的第44張單曲和代表作之一，作詞與作曲皆為主唱桑田佳祐，編曲為南方之星。

## 簡介
TBS系『ウンナンのホントコ!』企劃的綜藝節目『未来日記III』的主題曲。第73回選抜高中棒球大賽的入場進行曲。TBS系日曜劇場『前男友』（元カレ）插入曲。
發售日期是2000年1月26日。
在日本ORICON公信排行榜中取得最高名次第1名，2005年6月25日重新再版發行，使累計銷售量超過293.6萬張的佳績（打破了1999年《丸子三兄弟》當時291.8萬張銷售紀錄），成為日本歷史上CD單曲銷售量最高的作品，曾是單曲銷量史上第三高作品，2016年1月被當時傳出解散風波的SMAP，於2003年發行的《世界上唯一的花》打破（當時銷售量為257萬張，2016年銷量再度爆發時已經超過300萬張），目前是歷代單曲銷量第四高作品。本單曲也是南方之星目前銷售量最高之作品。
此張單曲為日本流行樂界跨入21世紀後，由樂團所達成僅存三張百萬單曲裡的其中之一（另外兩張為B'z的今夜在賞月的山丘上，GLAY的迷惑/SPECIAL THANKS）。
2004年印度洋大地震後引起傷亡慘重的大海嘯，有一段時間內使這首歌被日本各大電視台視為不適合播放的歌曲。

## 收錄曲
1. 海嘯（TSUNAMI）

## 紀錄
- 日本ORICON卡拉OK公信排行榜連續14週冠軍

## 國外歌手翻唱版本
- TSUNAMI
  - 蘇永康：國語《她愛了我好久》（陳韋伶填詞），粵語《其實我很擔心》（甄健強填詞）
  - V.ONE：韓語《그런가봐요》

- 通りゃんせ
  - 許志安：粵語《順路不順路》（黃偉文填詞）